# Fußball in Russland

Logo des russischen Fußballverbandes

Fußball ist in Russland eine beliebte Sportart. Die größten internationalen Erfolge der Fußballnationalmannschaft waren bisher der Gewinn der EM 1960 (noch als Sowjetunion) und der Halbfinaleinzug bei der EM 2008. Auf Vereinsebene sind die größten Erfolge die UEFA-Pokal-Siege von ZSKA Moskau (2005) und Zenit Sankt Petersburg (2008).

## Vereinsbetrieb
Die Fußballvereine Russlands hängen finanziell zum Großteil von ihren Geldgebern ab und schreiben tiefrote Zahlen. Eintrittskarten und Fanartikel machen nur einen geringen Teil des Budgets aus. Der offizielle russische Fußballverband ist der Rossijski Futbolny Sojus (RFS). Wie im gesamten Sportbereich investiert zudem der Russische Staat in 97 Prozent der Vereine, die Spieler seien damit einerseits überbezahlt, andererseits Teil des Staatssystems, so Jewgeni Sawin, Gründer eines privaten Fußballklubs.
Neben der Premjer-Liga ist auch die zweite Spielklasse, die Perwaja Liga, seit 1994 als landesweite Profiliga organisiert, zurzeit mit 18 Mannschaften. Die dritte Spielklasse, die Wtoraja Liga, ist in zwei Divisionen aufgeteilt, während die Division A eine landesweite Liga ist, ist die Division B in vier Gruppen nach groben geographischen Kriterien eingeteilt. Aus wirtschaftlichen Gründen schwankt die Anzahl der teilnehmenden Clubs in den einzelnen Zügen zwischen 14 und 17, insgesamt nahmen im Jahr 2024 62 Vereine am Spielbetrieb der vier Gruppen teil. Unter der dritten Spielklasse beginnt der russische Amateurbereich. 1994–1997 gab es zwischen der Wtoraja Liga und den Amateurligen noch eine weitere Profiligastufe, die 3. Liga. Die 11 Staffeln der obersten Amateurligen umfassen meist mehrere Subjekte der Russischen Föderation, einzige Ausnahmen sind die Städte St. Petersburg und Moskau sowie der Oblast Moskau, die jeweils eine eigene Staffel bilden. Die Vereine der beiden höchsten Spielklassen nehmen am Russischen Pokal teil.
Eine Besonderheit am russischen Ligasystem ist, dass die Profiligen in einem anderen Zyklus spielen als die Amateurligen. Während die Premjer-Liga, die Perwaja Liga und die Wtoraja Liga Division A seit der Saison 2011/12 im jahresübergreifenden Modus August–Mai spielen, spielen die Amateurligen ab der Wtoraja Liga Division B seit 2023 (wieder) im Jahresmodus März–November. Die unterschiedlichen Zeitpunkte der Saisonabschlüsse führen in der Wtoraja Liga zwischen Division A und Division B zu einer komplizierten Auf- und Abstiegsregelung. 

### Ligapyramide
| Stufe | Liga                                                                                            |
| 1     | Premjer-Liga 16 Vereine                                                                         |
|       | ↑↓ 3 Vereine                                                                                    |
| 2     | Perwaja Liga (1. Liga) 18 Vereine                                                               |
|       | ↑↓ 3 Vereine                                                                                    |
| 3     | Wtoraja Liga (2. Liga) Division A 20 Vereine aufgeteilt auf zwei Gruppen                        |
|       | ↑↓ 4 Vereine                                                                                    |
| 4     | Wtoraja Liga (2. Liga) Division B 59 Vereine nach regionalen Kriterien auf 4 Gruppen aufgeteilt |
|       | ↑↓ 8 Vereine                                                                                    |
| 5     | Amateur-Fußballliga (3. Liga) 11 parallele Divisionen                                           |
|       | ↑↓                                                                                              |
| 6     | Amateur-Fußballliga (4. Liga) 78 Meisterschaften auf Ebene der Föderationssubjekte              |

### Sonderfall Südostukraine
Im Zuge des russisch-ukrainischen Krieges hat sich Russland seit 2014 mehrere Regionen der Ukraine einverleibt. Da die Annexionen international nicht anerkannt werden, dürfen Vereine aus den Föderationssubjekten Autonome Republik Krim, Sewastopol, Volksrepublik Donezk, Volksrepublik Lugansk, Saporischschja sowie Cherson jedoch nicht am regulären russischen Ligabetrieb teilnehmen. Die meisten Mannschaften aus diesen Regionen nehmen an zwei, voneinander unabhängig agierenden, Meisterschaften teil:
- Krim-Liga, seit 2015
- Sodruschestwo-Liga, seit 2023

Mit dem FK Sewastopol und dem FC Rubin Jalta nehmen jedoch seit 2023 zwei Mannschaften von der Halbinsel Krim, trotz Verbots der UEFA, am regulären russischen Ligasystem teil.

## Nationalmannschaft
Bei internationalen Turnieren war die Mannschaft des Landes sehr oft dabei. Zunächst noch als Sowjetunion, bei der EM 1992 auch einmal unter dem Namen GUS.

## Bekannte russische Spieler
Siehe auch: Kategorie:Fußballspieler (Russland)
- Andrei Arschawin (* 1981, Sturm): mehrmaliger Fußballer des Jahres, UEFA-Cup-Sieger 2008 mit Zenit Sankt Petersburg
- Dmitri Loskow (* 1974, Mittelfeld): Fußballer des Jahres 2003
- Sergei Owtschinnikow (* 1970, Torwart)
- Igor Akinfejew (* 1986, Torwart)
- Guilherme (* 1985, Torwart): Erster und bisher einziger eingebürgerter russischer Nationalspieler
- Wiktor Onopko (* 1969, Abwehr): Fußballer des Jahres 1992 und 1993
- Alexander Mostowoi (* 1968, Mittelfeld)
- Alexander Kerschakow (* 1982, Sturm)
- Dmitri Sytschow (* 1983, Sturm): Fußballer des Jahres 2004
- Jegor Titow (* 1976, Mittelfeld): Fußballer des Jahres 1998 und 2000
- Roman Pawljutschenko (* 1981, Sturm): Torschützenkönig 2006 mit 18 Toren und 2007 mit 14 Toren

## Ehemalige Spieler Russlands bzw. der Sowjetunion
Siehe auch: Kategorie:Fußballspieler (Sowjetunion)
- Ihor Bjelanow (* 1960, Sturm)
- Oleh Blochin (* 1952, Sturm)
- Lew Jaschin (1929–1990, Torwart)
- Nikolai Starostin (1902–1996)
- Eduard Strelzow (1937–1990, Sturm)